# Astragalus eupeplus
Astragalus eupeplus är en ärtväxtart som beskrevs av Rupert Charles Barneby. Astragalus eupeplus ingår i släktet vedlar, och familjen ärtväxter. Inga underarter finns listade i Catalogue of Life.